# 고양 대성암 아미타삼존괘불도
고양 대성암 아미타삼존괘불도는 대한민국 경기도 고양시의 북한산 대성암에 있는 불화이다. 2015년 8월 18일 대한민국의 국가등록문화재 제649호로 지정되었다.

## 개요
근대기 활발하게 활동하며 현대까지 화맥이 이어지고 있는 금호 약효의 제자인 향암 성엽이 제작한 불화로 금호 약효 화파의 도상과 화풍을 반영하고 있다는 점에서 중요한 자료가 된다. 전면에는 삼존불을 내세웠고 그 뒤쪽으로 부처님의 10대 제자 중 아난존자와 가섭존자를 그려 화면에 꽉 차게 담은 간단한 형식을 취하고 있다.
20세기 전반 경의 괘불봉안의식의 일면을 살펴볼 수 있는 중요한 자료이며, 조선 말기∼20세기 초반에 서울 경기지역의 사찰경제를 이해하는 데도 중요한 작품이다.
강렬한 안료의 색감과 음영법, 독특한 문양 등 시대적 특징을 보여주고 있으며, 복장낭도 원래 모습대로 잘 남아 있어 등록문화재로서의 가치가 충분하다. 천으로 만든 복장낭(腹藏囊) 2개가 괘불도 상단의 좌우에 달려있다. 복장낭은 불화를 조성한 뒤 불경 등 복장품을 넣는 주머니로서, 20세기 전반경 괘불 봉안의식의 일면을 살펴볼 수 있다.

## 참고 자료
- 고양 대성암 아미타삼존괘불도 - 국가유산청 국가유산포털
- 근대문화재과 (2015년 8월 21일). “「고양 대성암 아미타삼존괘불도」 문화재 등록” (HWP) (보도 자료). 문화재청.